# 黄阁重纶坊
25°42′59.3″N 119°22′48.7″E / 25.716472°N 119.380194°E
“黄阁重纶”坊位于中国福建省福州市福清市城区利桥路，距瑞云塔仅百余米，1985年被列为福建省文物保护单位。
“黄阁重纶”坊建于明崇祯元年(1628年)，是叶长青为叶向高而建，因叶向高曾在万历、天启朝两度入阁任首辅，故而得名。坊为四柱三间石牌坊，用花岗石砌筑，仿木楼阁式，重檐四坡顶，宽11米，进深3米，通高10.07米。
- 西北面
- 西北面
- 东南面
- 东南面